# Miejski transport wodny

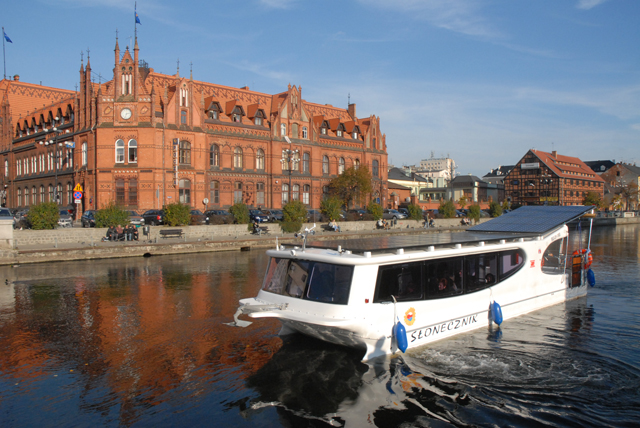
Bydgoski Tramwaj Wodny

Miejski transport wodny śródlądowy – transport odbywający się po śródlądowych drogach wodnych, znajdujących się w granicach obszaru miejskiego.
W niektórych ośrodkach miejskich do obsługi pasażerskiego transportu miejskiego wykorzystywane są statki i promy. Dzieje się tak m.in. w Göteborgu, Oslo, Hamburgu, Wenecji (Vaporetto), Świnoujściu. Transport taki jest także proponowany w Gdańsku z przedłużeniem na odnogi Wisły oraz w Bydgoszczy na rzece Brdzie.